# Linus Glanzelius
Linus Glanzelius (Gotemburgo, 28 de diciembre de 1990) es un político sueco del Partido Socialdemócrata.
Glanzelius asumió el lugar de Erik Bergkvist en el Parlamento Europeo el 27 de febrero de 2024, tras el fallecimiento de Bergkvist el 20 de febrero. Esta posición implica que ocupará el cargo de miembro titular en la Comisión de Transporte y la Comisión de Desarrollo Regional. También será suplente en la Comisión de Industria y Energía. 
Glanzelius ha sido miembro y trabajador de SSU y los Socialdemócratas desde 2010, y ha sido asesor político tanto de la ex primera ministra Magdalena Andersson (Socialdemócrata) como de la exministra de Asuntos Exteriores Ann Linde (Socialdemócrata). Glanzelius también fue candidato por los Socialdemócratas en las elecciones al Parlamento Europeo de 2019.